# Л-5
Л-5 «Чартист» — советская дизель-электрическая минно-торпедная подводная лодка времён Второй мировой войны, пятый корабль серии II типа «Ленинец».

## История корабля
Лодка была заложена 15 марта 1930 года на Заводе Марти, Николаев под заводским номером 202/32. 5 июня 1932 года спущена на воду. 10 октября 1933 года вступила в строй. Названа в честь Чартистского движения.
22-26 июля 1941 года Л-5 прошла безобмоточное размагничивание, первой из подводных лодок Черноморского флота. В период с 31 июля 1941 по 1 ноября 1942 «Л-5» совершила 12 боевых походов (суммарно 87 суток), и 6 транспортных рейсов в осаждённый Севастополь (суммарно 20 суток). 5 ноября 1942 года лодка была поставлена на ремонт в Поти, после которого вступила в строй лишь 5 августа 1945 года.
29 декабря 1955 года «Л-5» была разоружена и выведена из состава флота. В 1956 году лодка была разделана на металл в Севастополе на базе «Главвторчермет».

## Боевые результаты
Всего за время войны Л-5 осуществила 11 артиллерийских стрельб и 10 минных постановок, в ходе которых было выставлено 178 мин, в торпедные атаки не выходила.
На минах Л-5 затонули два корабля:
- 15 октября 1942 БДБ «F-138» — возможно, повреждена.
- 17 февраля 1943 БДБ «F-473»[2].

## Командиры
- февраль - декабрь 1937 — Домнин, Семён Васильевич
- март 1938 — октябрь 1942 — Алексей Степанович Жданов
- октябрь 1942 — март 1943 — Борис Васильевич Гремяко
- конец 1943 — апрель 1944 — Михаил Васильевич Леонов
- апрель 1944 — сентябрь 1944 — Георгий Алексеевич Никифоров
- сентябрь 1944 — ... — Николай Филиппович Школенко